# Montgomery (Wirginia Zachodnia)
Montgomery – miasto w Stanach Zjednoczonych, w stanie Wirginia Zachodnia, w hrabstwie Fayette.